# 紧算子
在数学分支泛函分析中，一个紧算子(英語：Compact operator)是从巴拿赫空间X到另一个巴拿赫空间Y的线性算子L，使得在L的作用下X的任意有界子集的像集是Y的相对紧子集。这样的算子必然是有界算子，因此是连续的。
任意有限秩的有界算子L是紧算子；事实上，紧算子是有限秩算子在无限维情形下的自然推广。当Y是希尔伯特空间时，任意紧算子都是有限秩算子的极限，因此紧算子集合可以被替换地定义为有限秩算子在算子范数意义下的闭包。这一性质对于巴拿赫空间（渐进性）是否成立是多年来未解决的问题；最后Per Enflo给出了一个反例。
紧算子理论的起源于积分方程理论，积分算子给出这样算子的具体例子。 典型的Fredholm积分方程给出函数空间上的紧算子K；紧性由等度连续性得出。利用有限秩算子近似是数值求解这种方程的基本方法。Fredholm算子的抽象概念也由此得出。

## 等价描述
有界算子T:X→Y是紧的，当且仅当以下任一项为真
- X中的闭单位球在T下的像在Y中相对紧。
- 任意有界集在T下的像在Y中相对紧。
- 任意有界集在T下的像在Y中是完全有界的。
- 存在0点的邻域，{\displaystyle U\subset X}，以及紧集{\displaystyle V\subset Y}使得{\displaystyle T(U)\subset V}。
- 对于X中单位球中的任意序列{\displaystyle (x_{n})_{n\in \mathbb {N} }}，序列{\displaystyle (Tx_{n})_{n\in \mathbb {N} }}包含一个柯西子序列。

注意到如果线性算子是紧的，那么很容易得出它是有界的，因此也是连续的。

## 重要性质
在下文中，X、Y、Z、W是巴拿赫空间，B(X,Y)是从X到Y赋有算子范数的有界算子空间，K(X, Y)是从X到Y的紧算子空间，B(X) = B(X, X)， K(X) = K(X, X)，{\displaystyle id_{X}}是X上的恒等算子。
- K(X,Y)是B(X,Y)的闭子空间：令Tn，n ∈ N，是从一个巴拿赫空间到另一个巴拿赫空间的紧算子序列，假设Tn依算子范数收敛于T。那么T也是紧的。
- 相反的，如果X、Y是希尔伯特空间，则从X到Y的每个紧算子都是有限秩算子的极限。值得注意的是，这对于一般的巴拿赫空间X和Y是错误的。
- {\displaystyle B(Y,Z)\circ K(X,Y)\circ B(W,X)\subseteq K(W,Z)}。特别地，K(X)是B(X)中的双边理想。
- {\displaystyle id_{X}}是紧的当且仅当X是有限维空间。
- 对于任意T∈K(X)，{\displaystyle id_{X}-T}是指标为0的Fredholm算子。特别地，{\displaystyle \operatorname {im} \,(id_{X}-T)}是闭的。这对于研究紧算子的谱性质至关重要。可以注意到这个性质和如下事实之间的相似性：如果M和N是巴拿赫空间的子空间，其中M是闭的并且N是有限维的，则M+N也是闭的。
- 任何紧算子都是严格奇异的，反之则不然。[1]
- 一个算子是紧的当且仅当其伴随是紧的（Schauder定理）。

## 积分方程理论中的原型
紧算子的一个关键性质是Fredholm二择一，它断言如下形式线性方程的解的存在性
{\displaystyle (\lambda K+I)u=f\,}
（其中K是紧算子，f是给定函数，u是要求解的未知函数）的表现和有限维情形非常类似。然后可以得出紧算子的谱理论，由弗里杰什·里斯（1918）给出。 它表明在无限维巴拿赫空间上的紧算子K的谱或者是包括0点的C的有限子集，或者是C的可数无穷子集，且包含0点作为其唯一的极限点。此外，在任一情况下，谱的非零元素是K的有限重特征值（所以K-λI对于所有复数λ≠0有有限维核）。
紧算子的一个重要例子是Sobolev空间的紧嵌入，它与Gårding不等式和Lax-Milgram定理可以用于将椭圆边值问题转换成Fredholm积分方程。解的存在性和谱性质可以由紧算子理论得出; 特别地，有界区域上的椭圆边界值问题有无穷多的孤立特征值。 由此得出的一个结果是固体只能在由特征值给出的孤立频率下振动，并且总是存在任意高的振动频率。
从巴拿赫空间到自身的紧算子构成空间中所有有界算子的代数的双边理想。事实上，无限维可分希尔伯特空间上的紧算子构成极大理想，所以商代数（被称为Calkin代数）是单代数。 更一般地，紧算子构成一个算子理想。

## 希尔伯特空间上的紧算子
在希尔伯特空间上紧算子的等价定义可以如下给出。
无限维希尔伯特空间{\displaystyle {\mathcal {H}}}上的算子{\displaystyle T}
{\displaystyle T:{\mathcal {H}}\to {\mathcal {H}}}
被认为是紧的，如果它可以写成如下形式
{\displaystyle T=\sum _{n=1}^{\infty }\lambda _{n}\langle f_{n},\cdot \rangle g_{n}\,}，
其中{\displaystyle f_{1},f_{2},\ldots }和{\displaystyle g_{1},g_{2},\ldots }是（不必要完备）标准正交基，且{\displaystyle \lambda _{1},\lambda _{2},\ldots }是极限为零的正数序列，被称为算子的奇异值。奇异值只可能在零点聚集。 如果序列固定在零点，即{\displaystyle \lambda _{N+k}=0}对某个{\displaystyle N\in \mathbb {N} ,}和所有{\displaystyle k=1,2,\dots }，则算子有有限秩（也即有有限维值域），且可以写作
{\displaystyle T=\sum _{n=1}^{N}\lambda _{n}\langle f_{n},\cdot \rangle g_{n}\,}。
尖括号{\displaystyle \langle \cdot ,\cdot \rangle }是希尔伯特空间上的标量积;右边的和依算子范数收敛。
紧算子的一个重要子类是迹类算子（或被称为核型算子）。

## 全连续算子
令X和Y是巴拿赫空间。一个有界线性算子T:X →Y被称为是全连续的，如果对于X中任意弱收敛序列{\displaystyle (x_{n})}，序列{\displaystyle (Tx_{n})}在Y中依范数收敛(Conway 1985，§VI.3)。巴拿赫空间上的紧算子总是全连续的。如果X是一个自反巴拿赫空间，则每个全连续算子T:X→Y是紧的。
有点容易混淆的是，紧算子在旧的文献中有时被称为“全连续的”，即使在今天的术语中它们不一定是全连续的。

## 例子
- 所有有限秩算子都是紧的。
- 对于{\displaystyle \ell ^{p}}和收敛到零的序列(tn)，乘法算子(Tx)n=tnxn是紧的。
- 对某个固定的g∈C([0,1];R),定义从C([0,1];R)到C([0,1];R)的算子如下

{\displaystyle (Tf)(x)=\int _{0}^{x}f(t)g(t)\,\mathrm {d} t.}
由阿尔泽拉－阿斯科利定理可知算子T是紧的。
- 更一般地，如果Ω是Rn中的任意集合，并且积分核k:Ω×Ω→R是希尔伯特-施密特核，则L2(Ω;R)上的算子T如下定义

{\displaystyle (Tf)(x)=\int _{\Omega }k(x,y)f(y)\,\mathrm {d} y}
是一个紧算子。
- 由Riesz引理，恒等算子是一个紧算子当且仅当空间是有限维的。

## 另请参阅
- 紧算子的谱理论（英语：Spectral theory of compact operators）
- Fredholm算子（英语：Fredholm operator）
- Fredholm积分方程（英语：Fredholm integral equation）
- Fredholm二择一（英语：Fredholm alternative）
- 紧嵌入（英语：Compact embedding）
- 严格奇异算子（英语：Strictly singular operator）